# Jani (žensko ime)
Jani je žensko osebno ime.

## Izvor imena
Ime Jani je različica ženskega osebnega imena Jana.

## Pogostost imena
Po podatkih Statističnega urada Republike Slovenije je bilo na dan 31. decembra 2007 v Sloveniji število ženskih oseb z imenom Jana: 9.

## Osebni praznik
Ženske osebe z imenom Jani lahko godujejo takrat kot osebe z imenom Jana.